# Cliffe Woods
Cliffe Woods – wieś w Anglii, w hrabstwie ceremonialnym Kent, w dystrykcie (unitary authority) Medway. Leży 19 km na północ od miasta Maidstone i 44 km na wschód od centrum Londynu. W 2001 miejscowość liczyła 2803 mieszkańców.